# Carl Smith (militär)

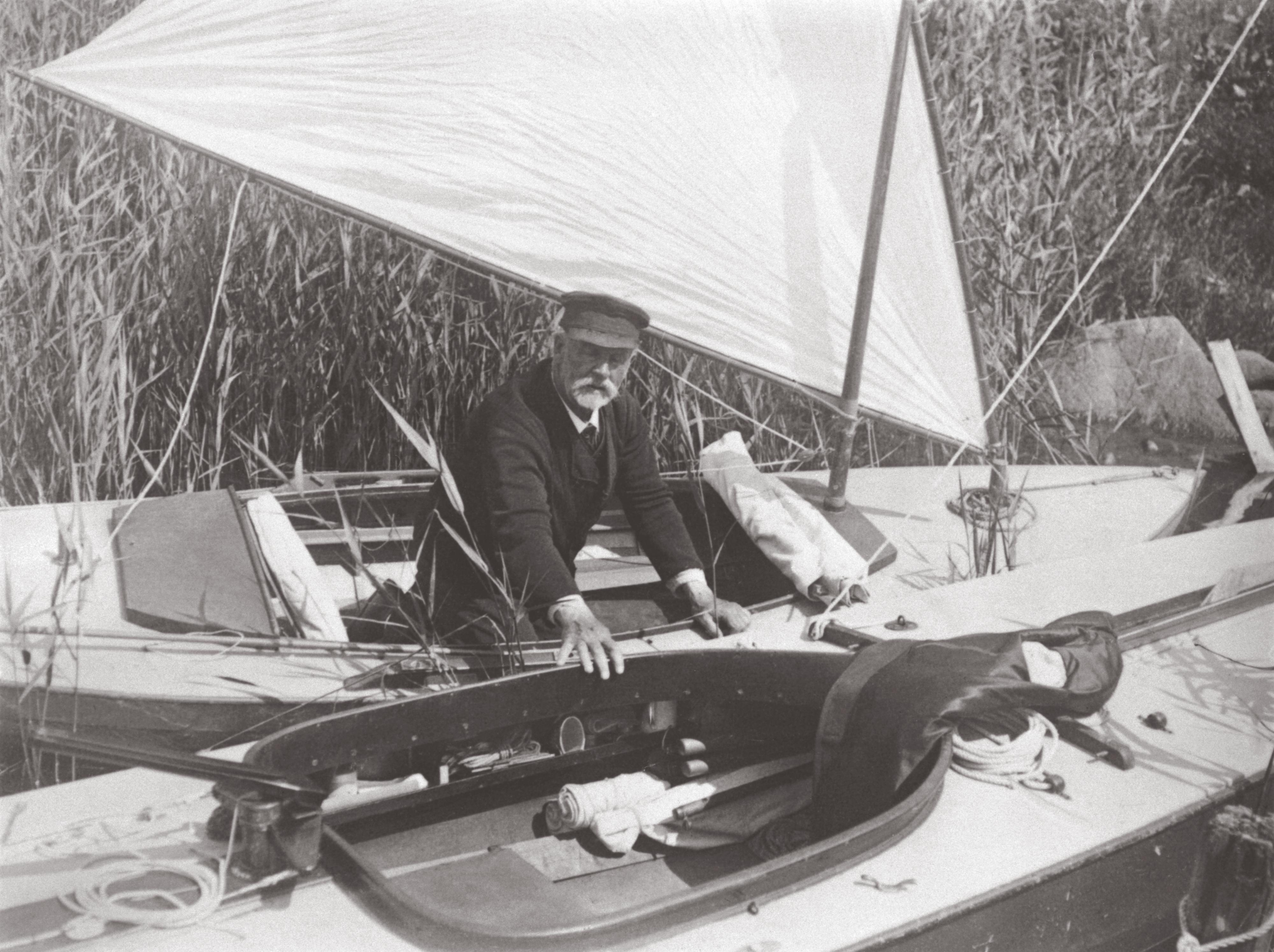
Carl Smith

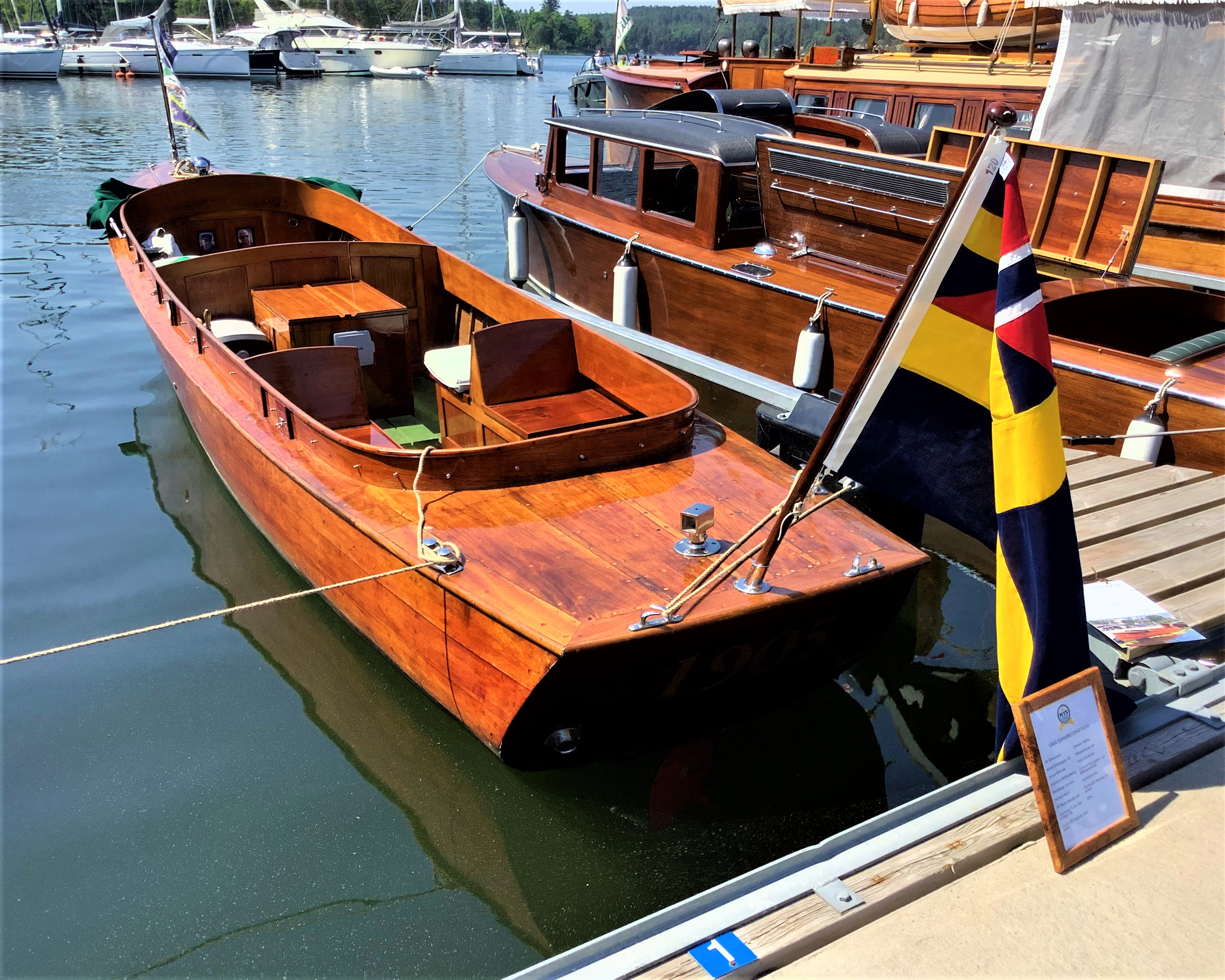
Mälarslupen Lången från 1905 ritad av Carl Smith, k-märkt 2021. Till höger om den passbåten Eva ritad av Carl Plym 1930.

Carl Edvard Smith, född 12 juli 1843 i Karlskrona, död 25 juli 1928 i Augerums församling, var en svensk sjömilitär och författare. Vid sidan av sin militära bana var Smith en framstående tidig utövare av olika idrotter, bland annat kanotsegling. 
Carl Smith blev sekundlöjtnant vid flottan 1864, löjtnant 1870,  kapten 1881, kommendörkapten 1890 och kommendör 1897, var chef för flottans fasta minförsvar 1890-98 och erhöll avsked 1899. 
Smith skrev flera böcker om segling och skrev om samma ämne också i Ny Tidning för Idrott, som var tongivande för segelsport i slutet av 1800-talet. Smith var även redaktör i flera andra tidningar samt tidvis huvudredaktör i Ny illustrerad tidning år 1880 till 1883. I sina skrifter använde Smith ofta signaturen C.S:th. 
Han var en flitig båtkonstruktör, och ritade ett stort antal båtar och segelkanoter. Cirka 650 ritningar är att finna i Sjöhistoriska museets arkiv i Stockholm. Smith var tongivande i utvecklingen av kanotseglingen som sport i Sverige. När Föreningen för Kanot-Idrott bildades 1900 engagerade han sig aktivt i föreningen och blev tidigt föreningens förste hedersledamot. 
Han blev medlem av Kungliga Örlogsmannasällskapet 1890 och av Krigsvetenskapsakademien 1893. 
Carl Smith var bror till Emil Albin Smith och kusin till Victor Balck.